# Kulturama
Koordinaten: 47° 22′ 7,6″ N, 8° 33′ 20,3″ O; CH1903: 684370 / 247039

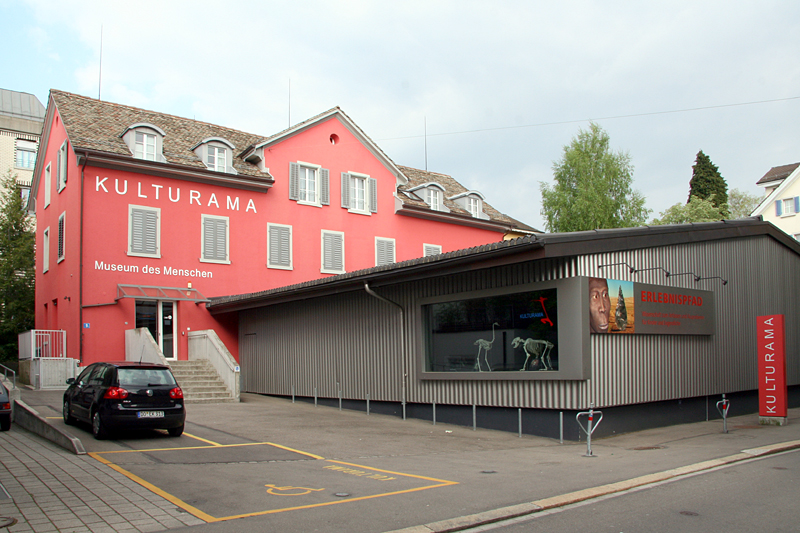
Kulturama

Das Kulturama ist ein Museum zur Evolutions- und Kulturgeschichte in Zürich-Hottingen.

## Ausstellungskonzept
Das Kulturama verbindet naturwissenschaftliche und kulturhistorische Themen. Es zeigt Exponate der Paläontologie, um die Evolutionsbiologie von Mensch und Tier zu dokumentieren, widmet sich aber ebenso den frühen Hochkulturen. Die Besonderheit des Kulturamas liegt darin, dass es aufgrund einer privaten Initiative entstand und sich um eine möglichst niederschwellige, didaktische Wissensvermittlung bemüht. Es hat Pionierarbeit im Bereich der Museumspädagogik für Kinder, Jugendliche und Erwachsene geleistet.

## Geschichte
Das Museum wurde 1978 von Paul Muggler gegründet. Dieser wollte so seinen ab 1973 unter dem Patronat der kantonaler Lehrervereine in der ganzen Schweiz gezeigten Wanderausstellungen („Der Mensch in der Urzeit“, „Der Mensch – von der Zeugung bis zum Tod“) einen dauerhaften Ausstellungsraum verschaffen. 1987 wandelte Muggler das Museum in eine gemeinnützige Stiftung um und übertrug dieser seine Privatsammlung. Seit 1996 wird das Kulturama von Claudia Rütsche geleitet. Es wird vom Schuldepartement der Stadt Zürich und der Bildungsdirektion des Kantons Zürich mitgetragen. 2005 zeichnete Stadträtin Monika Weber den Kulturama-Gründer Paul Muggler mit einer Ehrenmedaille für sein Lebenswerk aus.

## Standort
Im Verlaufe seiner Geschichte wechselte das Kulturama bisher fünf Mal seinen Standort. Bis 1981 befand es sich an der Zentralstrasse 153, wechselte dann aus finanziellen Gründen in provisorische Unterkünfte in der Roten Fabrik und im Schulhaus Letzi. Ab 1992 war das Kulturama im Einkaufszentrum Wiediker Markt untergebracht, bis es 2001 in einer Liegenschaft der Stadt Zürich an der Englischviertelstrasse 9 seinen heutigen Standort fand. 2006 wurde der Erweiterungsbau eröffnet.